# Wolfgang Carl Briegel
Wolfgang Carl Briegel (ur. w maju 1626 w Königsberg in Bayern, zm. 19 listopada 1712 w Darmstadcie) – niemiecki kompozytor i organista.

## Życiorys
Wykształcenie muzyczne zdobył w Norymberdze, gdzie jego nauczycielami mogli być Johann Staden i Johann Erasmus Kindermann. W latach 1645–1650 przebywał w Schweinfurcie. Od 1651 do 1671 roku działał na dworze księcia Ernesta Pobożnego w Gocie, gdzie pełnił funkcję kapelmistrza i uczył muzyki rodzinę książęcą. W 1671 roku osiadł w Darmstadcie, gdzie do końca życia kierował założoną przez siebie kapelą książęcą.
Czołowe miejsce w jego twórczości zajmuje luterańska muzyka religijna z towarzyszeniem instrumentów. Opublikował m.in. zbiory Evangelische Gespräch (1660,
1662, 1681), Geistliche Arien (1660–1661), Evangelischer Blumengarten (1666–1669), Evangelischer Palmen-Zweig (1685), Evangelische Harpfen (1685), Apostolische Chormusik (1697) i Letzter Schwanengesang (1709). Pisał także utwory świeckie i muzykę instrumentalną, był też autorem niezachowanego singspielu Das triumphierende Siegespiel der wahren Liebe.